# Norma matice
Norma matice nebo maticová norma je norma nad prostorem matic. Jde tedy o zobrazení, které matici {\displaystyle A} z {\displaystyle T^{m\times n}} (kde {\displaystyle T} je těleso reálných nebo komplexních čísel a {\displaystyle m,n} přirozená čísla, rozměry matice) přiřadí reálné číslo {\displaystyle \|A\|} splňující následující vlastnosti:
- {\displaystyle \|\alpha A\|=|\alpha |\|A\|} pro každý skalár {\displaystyle \alpha },
- {\displaystyle \|A+B\|\leq \|A\|+\|B\|} pro libovolné matice {\displaystyle A,B} téhož rozměru (trojúhelníková nerovnost, někdy též subaditivita),
- {\displaystyle \|A\|\geq 0,}
- {\displaystyle \|A\|=0} právě když {\displaystyle A} je nulová matice (obsahuje samé nuly).

Pokud se jedná o čtvercové matice, lze požadovat další vlastnost, zvanou submultiplikativita:
- {\displaystyle \|AB\|\leq \|A\|\|B\|} pro libovolné matice {\displaystyle A,B} téhož rozměru.

Norma, která tuto vlastnost má, se nazývá submultiplikativní. V některých pramenech se jiné druhy maticových norem neuvažují, a pak se mluví prostě o maticové normě.
Důležitá třída maticových norem jsou normy souhlasné s vektorovými normami. Lze je definovat jako normy lineárních operátorů mezi normovanými vektorovými prostory, přičemž tyto operátory jsou zapsány maticemi. Maticové normy jsou pak generovány či indukovány vektorovými normami tak, aby platilo
{\displaystyle {\begin{aligned}\|A\|&=\sup\{\|Ax\|:x\in T^{n}{\text{ pro }}\|x\|=1\}\\&=\sup \left\{{\frac {\|Ax\|}{\|x\|}}:x\in T^{n}{\text{ pro }}x\neq 0\right\}.\end{aligned}}}
Vzhledem k tomu, že matice působí na konečněrozměrných vektorových prostorech, lze supremum v definici nahradit maximem.
Nejběžnější příklady takových norem jsou:
- řádková norma {\displaystyle \|A\|_{\infty }=\max _{i}\sum _{j}\left|A_{ij}\right|} indukovaná maximovou normou {\displaystyle \|x\|_{\infty }=\max _{i}\left|x_{i}\right|},
- sloupcová norma {\displaystyle \|A\|_{1}=\max _{j}\sum _{i}\left|A_{ij}\right|} indukovaná 1-normou {\displaystyle \|x\|_{1}=\sum _{i}\left|x_{i}\right|},
- spektrální norma {\displaystyle \|A\|_{2}} indukovaná eukleidovskou normou {\displaystyle \|x\|_{2}={\sqrt {\sum _{i}\left|x_{i}\right|^{2}}}.}

Naopak běžně používanou normou, která však není souhlasná s žádnou vektorovou, je Frobeniova neboli Hilbertova-Schmidtova norma
{\displaystyle \|A\|_{\rm {F}}={\sqrt {\sum _{i=1}^{m}\sum _{j=1}^{n}|a_{ij}|^{2}}}={\sqrt {\operatorname {trace} \left(A^{\textsf {T}}A\right)}}.}